# Równanie Karplusa

Krzywa Karplusa J_{HH}(φ) = 12 cos^{2}φ – cosφ+2 otrzymana doświadczalnie dla pochodnych etanu

Równanie Karplusa (od nazwiska Martina Karplusa) – równanie opisujące zależność między wicynalną stałą sprzężenia spinowo-spinowego {\displaystyle J} a kątem dwuściennym {\displaystyle \phi } tworzonym przez łączące sprzężone jądra atomowe wiązania:
{\displaystyle J(\phi )=A\cos ^{2}\phi +B\cos \,\phi +C,}
gdzie {\displaystyle A,} {\displaystyle B} i {\displaystyle C} są parametrami otrzymanymi doświadczalnie, zależnymi od rodzaju sprzężonych jąder oraz podstawników.
Równanie Karplusa można też zapisać w alternatywnej formie:
{\displaystyle J(\phi )=a\cos 2\phi +b\cos \,\phi +c,}
ale nie niesie ona żadnych nowych informacji (można ją otrzymać z poprzedniej poprzez tożsamości trygonometryczne).
Równanie Karplusa najczęściej stosuje się do stałych sprzężenia 3JH,H w układzie H-C-C-H. Wielkość tych sprzężeń na ogół osiąga minimum dla kątów dwuściennych bliskich 90°, a maksimum dla 0° i 180°. Typowy wykres 3JH,H{\displaystyle (\phi )} ma kształt krzywej dzwonowej.
Równanie Karplusa pozwala na określenie lokalnej konformacji na podstawie pomiarów stałych sprzężenia i ma szczególne znaczenie w NMR białek (zwłaszcza w określaniu konformacji łańcucha głównego białka).